# Henryk Majętny
Henryk Majętny (ur. 30 grudnia 1883 w Królewskiej Hucie, zm. 8 stycznia 1948 w Chorzowie) – polski dowódca powstańczy na Górnym Śląsku, odznaczony Krzyżem Virtuti Militari.

## Rodzina
Syn Józefa Majętnego i Franciszki z d. Wróbel.

## Życiorys
Po ukończeniu szkoły technicznej został mistrzem w Wytwórni Wagonów i Mostów. Działał w Kółku Towarzyskim i Towarzystwie Śpiewu „Moniuszko”. W latach 1903–1914 służył w niemieckiej armii, podczas I wojny światowej walcząc m.in. na froncie w Belgii i w Rosji.
Od 1920 r. członek Polskiej Organizacji Wojskowej, jej dowódca i organizator w Królewskiej Hucie. Jego oddział uzbrojony w kilka karabinów ręcznych i krótką broń palną czekał w pełnej gotowości bojowej na rozkazy. Po powstaniu Majętny został zdekonspirowany jako przywódca miejscowej POW. Ukrywał się przed bojówkami niemieckimi i policją, która przetrząsała jego mieszkanie. Schronienie znalazł u Marcina Watoły w Chorzowie Starym. W okresie plebiscytu oddział Majętnego uzbrojony został w Bytkowie i wszedł w skład 10 Pułku Karola Gajdzika. Powstańcy zdobyli miasto, a następnie ustąpili Komisji Międzysojuszniczej, domagającej się zachowania neutralności miasta. Wycofali się i otoczyli miasto kordonem. Po naruszeniu spokoju przez Niemców 7 maja wojska powstańcze wkroczyły tam z powrotem. Oddział Majętnego nie dopuszczał do zorganizowania się niemieckich bojówek i pełnił kontrolę nad transportami uzbrojenia przez chorzowski dworzec kolejowy dla frontu powstańczej grupy „Wschód”.
2 czerwca 1921 roku batalion wyruszył pod górę św. Anny. Stoczył walki pod Daszową, Cisową, Łąkami, Rokitną, Pogorzelcami, Januszkowicami i innymi miejscowościami ziemi opolskiej. Po przyłączeniu części Górnego Śląska do Polski Majętny założył Związek Powstańców w Chorzowie i pełnił funkcję jego prezesa. Wrócił także do Wytwórni Wagonów i Mostów, gdzie był nadmistrzem.
W 1939 roku wraz z innymi powstańcami bronił miasta. Następnie wyemigrował do Rumunii, skąd przez Jugosławię i Włochy przedostał się do Francji. Pracował tam w fabryce samolotów. W 1940 roku został ewakuowany wraz z innymi pracownikami do Anglii, gdzie nadal pracował w fabryce samolotów. Do kraju powrócił w grudniu 1945 roku. Podjął pracę w macierzystym zakładzie na stanowisku inspektora montażowego.
Schorowany tułaczką wojenną zmarł 8 stycznia 1948 roku. Pochowany został na cmentarzu parafii św. Barbary.

## Ordery i odznaczenia
Henryk Majętny został odznaczony Krzyżem Virtuti Militari (nr 7846), Krzyżem Niepodległości, Srebrnym Krzyżem Zasługi oraz innymi odznaczeniami.

## Upamiętnienie
- Należy do „Chorzowskich Postaci Historycznych”, i odtwarzająca go osoba uczestniczyła (jako jedna z 22 osobistości) w wielkiej paradzie Bożogrobców na Święcie Chorzowa 2007[5].
- Jego imieniem nazwano ulicę w Chorzowie[6].